# أنوني فينيتو
أنونيه فينيتو هي بلدية في مدينة البندقية، فينيتو، شمال إيطاليا، وتقع بالقرب من نهر ليفينزا. يمر طريق المقاطعة SP61 عبرها.